# Sci alpino agli VIII Giochi olimpici invernali - Slalom speciale femminile
La competizione dello slalom speciale  femminile di sci alpino agli VIII Giochi olimpici invernali si è svolta il giorno 26 febbraio 1960 sullo pista KT-22 a Squaw Valley.

## Classifica
| Pos.    | Atleta                   | Paese            | 1ª manche | 2ª manche | Tempo finale |
| ------- | ------------------------ | ---------------- | --------- | --------- | ------------ |
| Oro     | Anne Heggtveit           | Canada           | 54"0      | 55"6      | 1'49"6       |
| Argento | Betsy Snite              | Stati Uniti      | 57"4      | 55"5      | 1'52"9       |
| Bronzo  | Barbara Henneberger      | Germania         | 57"4      | 59"2      | 1'56"6       |
| 4       | Thérèse Leduc            | Francia          | 59"2      | 58"2      | 1'57"4       |
| 5       | Hilde Hofherr            | Austria          | 59"0      | 59"0      | 1'58"0       |
| 5       | Liselotte Michel         | Svizzera         | 58"8      | 59"2      | 1'58"0       |
| 7       | Stalina Korzukhina       | Unione Sovietica | 58"5      | 59"9      | 1'58"4       |
| 8       | Sonja Sperl              | Germania         | 59"0      | 59"8      | 1'58"8       |
| 9       | Renie Cox                | Stati Uniti      | 59"4      | 59"8      | 1'59"2       |
| 10      | Giuliana Minuzzo         | Italia           | 57"4      | 1'01"9    | 1'59"3       |
| 11      | Marit Haraldsen          | Norvegia         | 59"8      | 1'00"0    | 1'59"8       |
| 12      | Nancy Holland            | Canada           | 1'01"6    | 59"5      | 2'01"1       |
| 13      | Anneliese Meggl          | Germania         | 1'02"5    | 59"9      | 2'02"4       |
| 14      | Inger Bjørnbakken        | Norvegia         | 57"3      | 1'05"2    | 2'02"5       |
| 15      | Carla Marchelli          | Italia           | 1'01"1    | 1'01"8    | 2'02"9       |
| 16      | Josefine Frandl          | Austria          | 59"2      | 1'03"8    | 2'03"0       |
| 17      | Anne-Marie Leduc         | Francia          | 58"6      | 1'04"9    | 2'03"5       |
| 18      | Evgenija Sidorova        | Unione Sovietica | 1'03"3    | 1'01"0    | 2'04"3       |
| 19      | Marguerite Leduc         | Francia          | 1'02"2    | 1'02"4    | 2'04"6       |
| 20      | Jerta Schir              | Italia           | 1'05"6    | 1'00"6    | 2'06"2       |
| 21      | Heidi Biebl              | Germania         | 1'09"2    | 57"3      | 2'06"5       |
| 22      | Arlette Grosso           | Francia          | 1'07"5    | 59"3      | 2'06"8       |
| 23      | Marían Navarro           | Spagna           | 1'05"2    | 1'02"8    | 2'08"0       |
| 24      | Elizabeth Greene         | Canada           | 1'06"0    | 1'04"4    | 2'10"4       |
| 25      | María Cristina Schweizer | Argentina        | 1'05"9    | 1'06"0    | 2'11"9       |
| 26      | Beverly Anderson         | Stati Uniti      | 1'13"1    | 1'00"0    | 2'13"1       |
| 27      | Josephine Gibbs          | Gran Bretagna    | 1'04"1    | 1'09"1    | 2'13"2       |
| 28      | Madeleine Chamot-Berthod | Svizzera         | 1'12"1    | 1'03"3    | 2'15"4       |
| 29      | Christine Davy           | Australia        | 1'13"1    | 1'04"1    | 2'17"2       |
| 30      | Lyubov Volkova           | Unione Sovietica | 1'00"8    | 1'16"5    | 2'17"3       |
| 31      | Nancy Greene             | Canada           | 1'09"4    | 1'08"6    | 2'18"0       |
| 32      | Patricia Prain           | Nuova Zelanda    | 1'05"5    | 1'12"9    | 2'18"4       |
| 33      | Penelope Pitou           | Stati Uniti      | 58"5      | 1'21"3    | 2'19"8       |
| 34      | Renate Holmes            | Gran Bretagna    | 1'16"1    | 1'07"4    | 2'23"5       |
| 35      | Jolanda Schir            | Italia           | 1'02"3    | 1'25"8    | 2'28"1       |
| 36      | Astrid Sandvik           | Norvegia         | 58"1      | 1'31"3    | 2'29"4       |
| 37      | Wendy Farrington         | Gran Bretagna    | 1'08"4    | 1'30"8    | 2'39"2       |
| 38      | Cecilia Womersley        | Nuova Zelanda    | 2'17"7    | 1'25"4    | 3'43"1       |
| -       | Annemarie Waser          | Svizzera         | 57"6      | DQ        | -            |
| -       | Marianne Jahn            | Austria          | 55"5      | DQ        | -            |
| -       | Traudl Hecher            | Austria          | 58"6      | DQ        | -            |
| -       | Liv Christiansen         | Norvegia         | DQ        |           | -            |
| -       | Yvonne Rüegg             | Svizzera         | DQ        |           | -            |